# Pałac w Tułowicach
Pałac w Tułowicach (niem. Schloss Tillowitz) –  pałac z XVIII w. w mieście Tułowice w powiecie opolskim, wpisany do rejestru zabytków nieruchomych województwa opolskiego.
Zabytkowy obiekt przebudowany w 1879 przez Fryderyka von Frankenberg-Ludwigsdorf.
Dwupiętrowy ryzalit wieńczy fronton z herbem Frankenberg.. Ryzalit ma wysuniętą piętrową, trójboczną apsydę z oknami, zakończoną tarasem ograniczonym kamienną balustradą. Herb (rodowy) znajduje się również na kracie nad drzwiami wejściowymi.
Pałac jest częścią zespołu z XVIII-XX w., w skład którego wchodzą jeszcze:
- czworak,
- młyn wodny, murowano-szachulcowy z 1763
- stajnia
- zabytkowy park[5]
- zabytkowa willa dzierżawcy fabryki porcelany, tzw. Stara Willa, przy ul. Parkowej 7 z 1890[6][2].

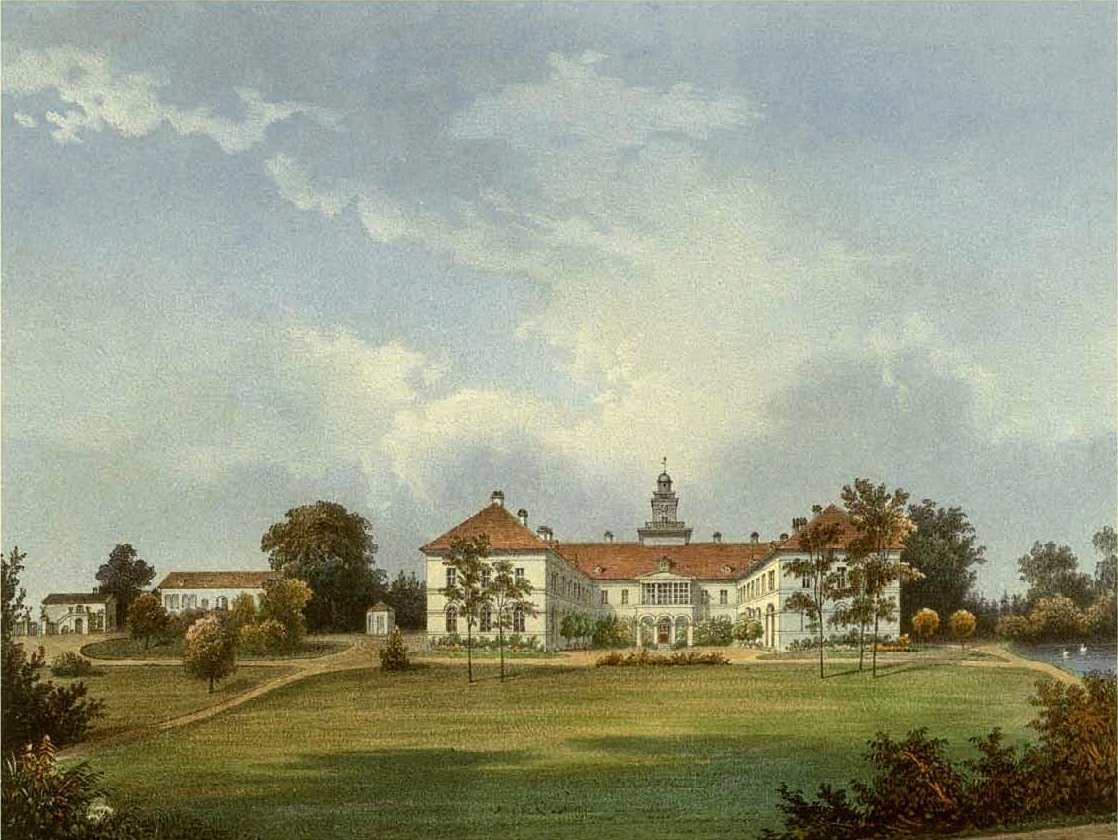
Pałac w drugiej poł. XIX w.
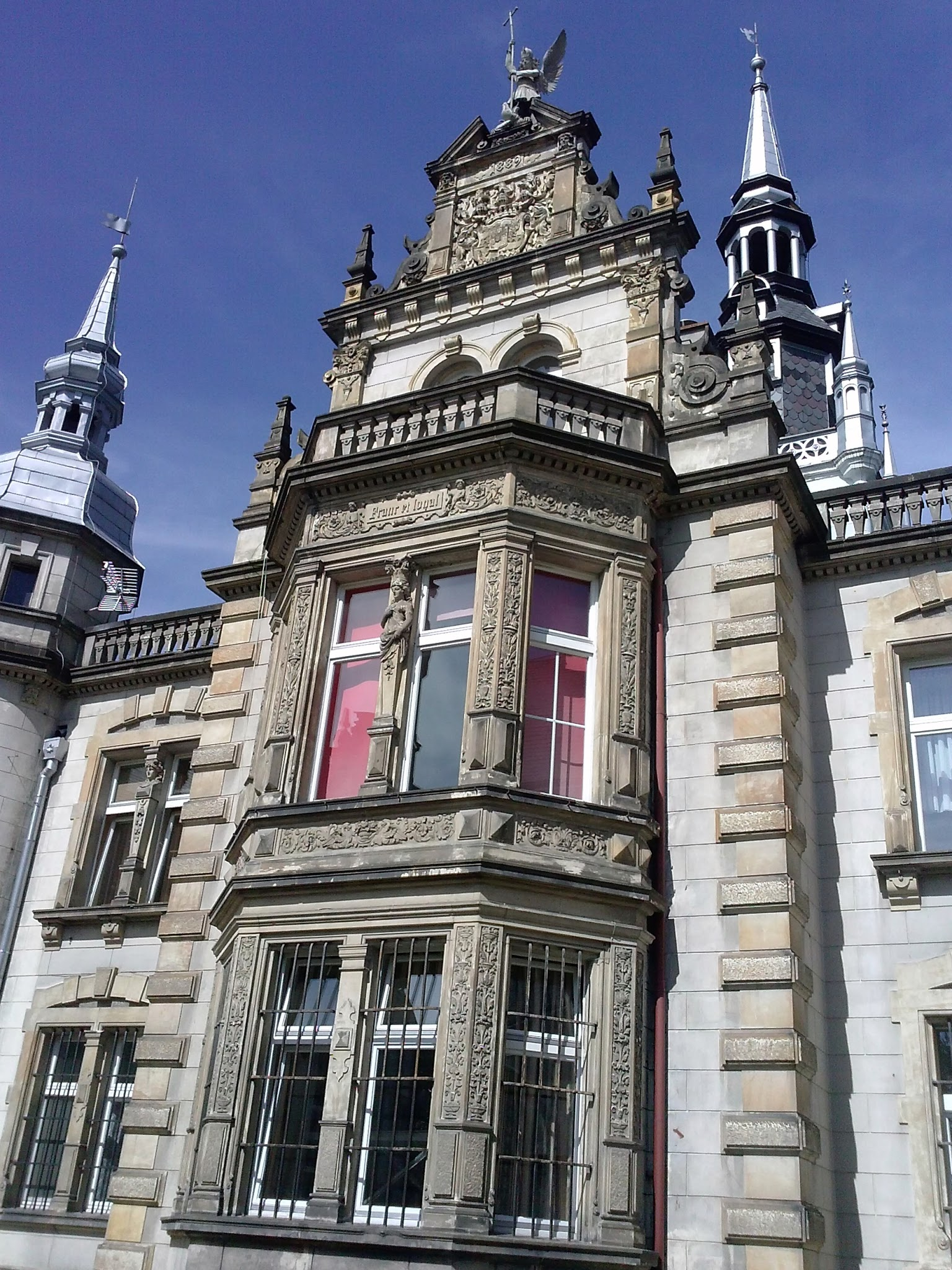
Ryzalit z herbem
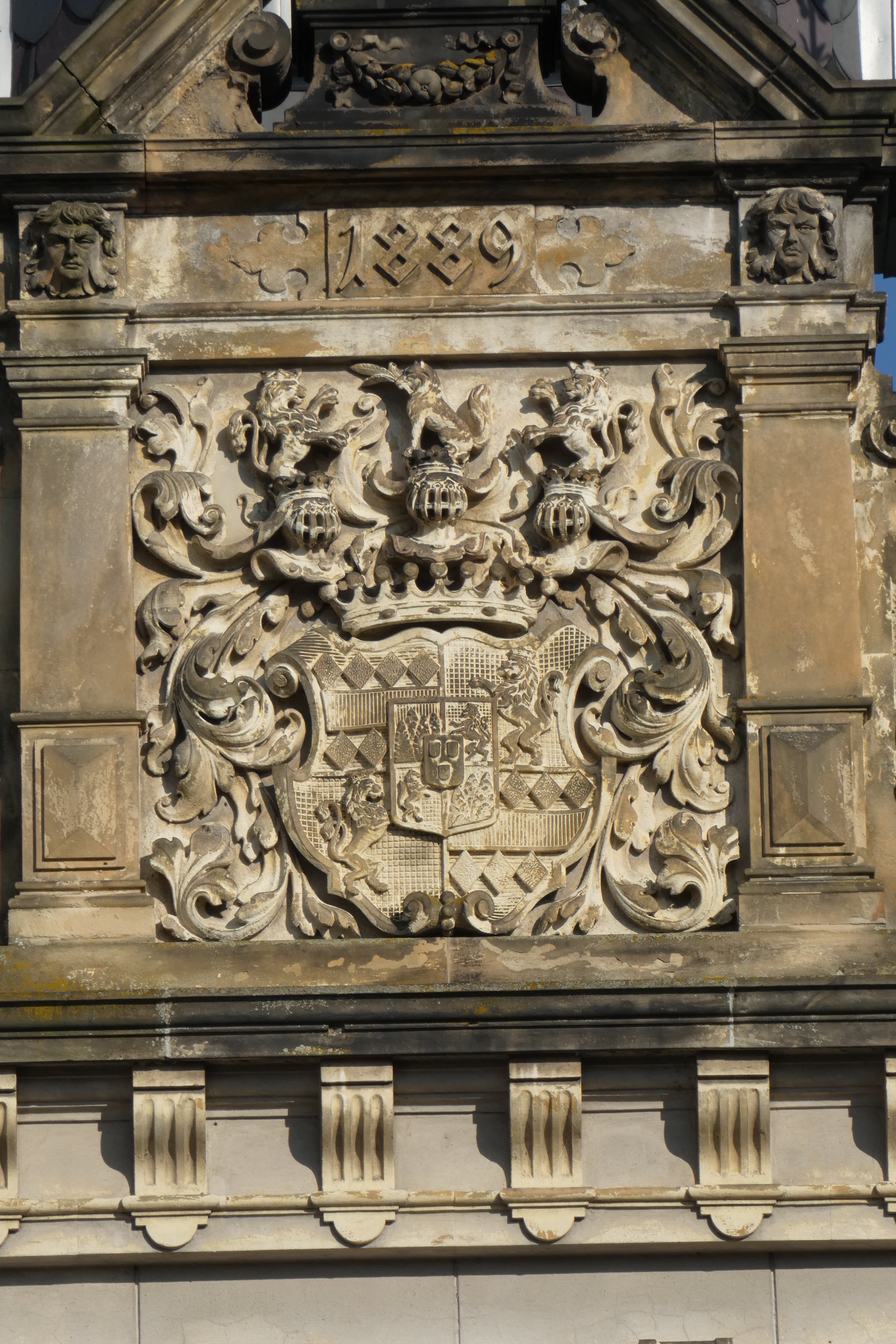
Herb Frankenberg i rok 1889
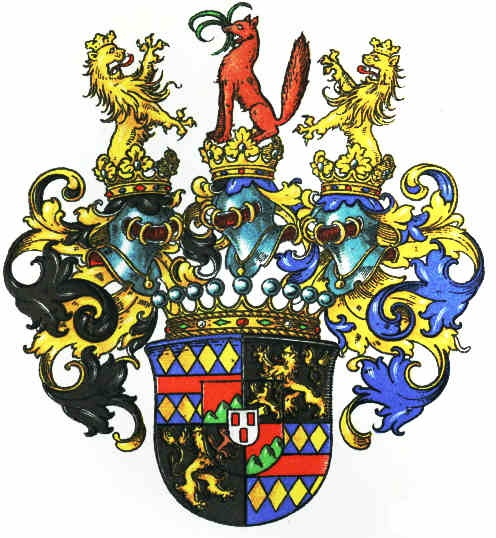
Herb Frankenberg
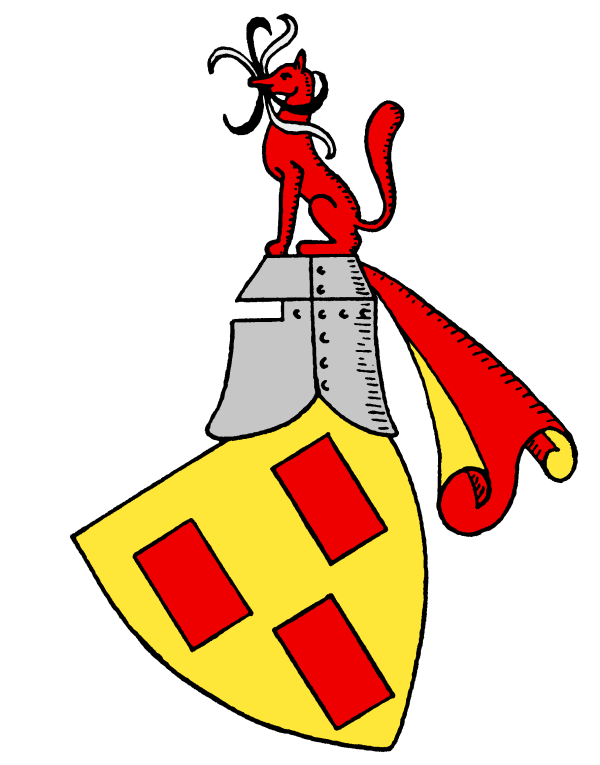
Herb Frankenberg